# アルカモ
アルカモ（イタリア語: Alcamo、シチリア語: Àrcamu）は、イタリア共和国シチリア州トラーパニ県にある人口約4万5000人の基礎自治体（コムーネ）。

## 地理

### 位置・広がり
トラーパニ県北東部のコムーネ。

#### 隣接コムーネ
隣接するコムーネは以下の通り。括弧内のPAはパレルモ県所属を示す。
- バレストラーテ (PA)
- カラタフィーミ＝セジェスタ
- カンポレアーレ (PA)
- カステッランマーレ・デル・ゴルフォ
- モンレアーレ (PA)
- パルティニーコ (PA)